# Sor U

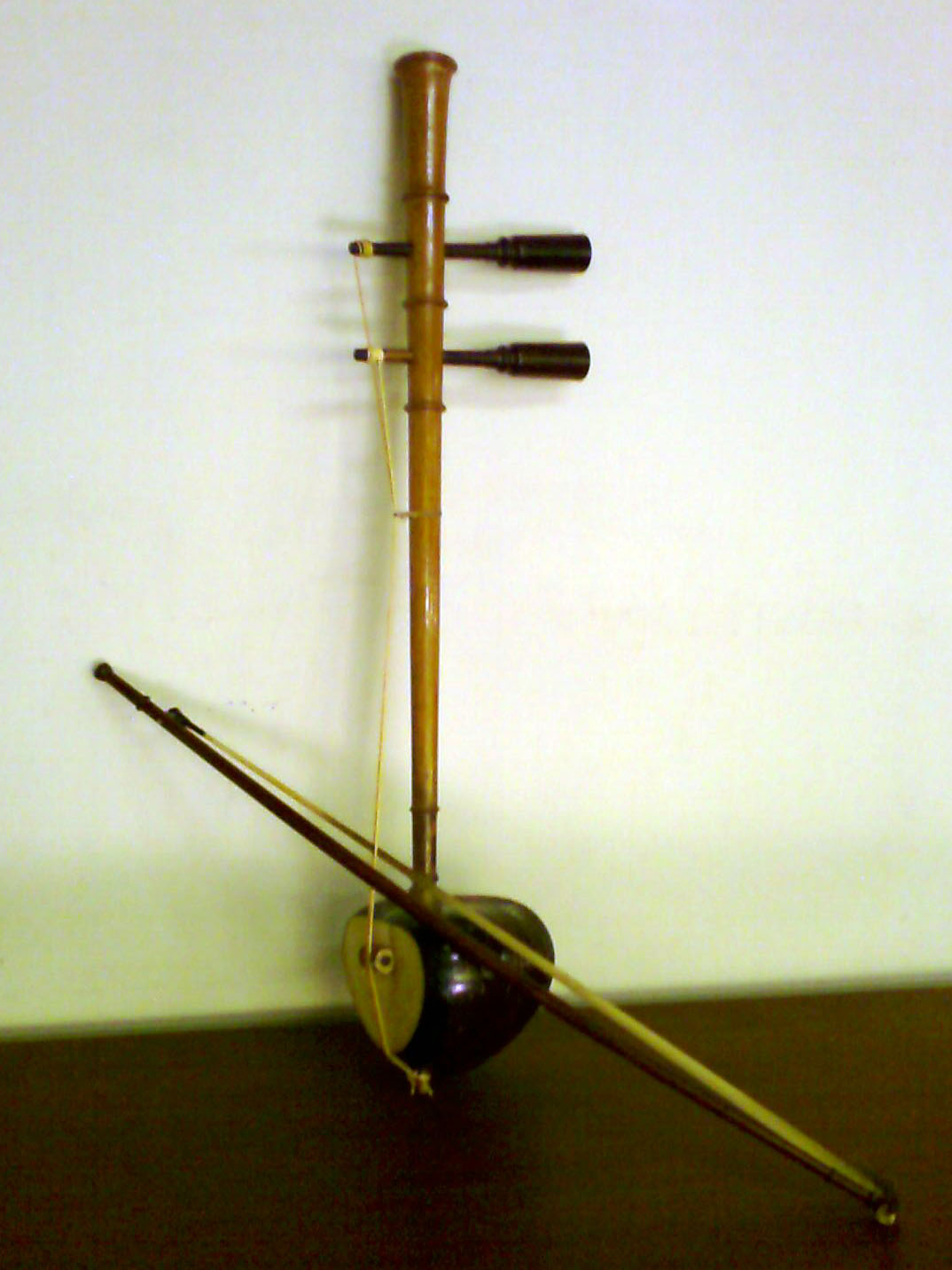
Sor u

Sor u (thailändisch ซออู้), auch so u, englische Umschriften saw u, saw oo, ist eine zweisaitige, mit dem Bogen gestrichene Schalenspießlaute, die in der traditionellen, ursprünglich höfischen Musik in Zentralthailand gespielt wird und deren Korpus aus einer Kokosnussschale besteht. Die sor u gehört zusammen mit der sor duang und der sor sam sai zu den drei gestrichenen thailändischen Spießlauten. Ihre direkten Vorläufer stammen aus Südchina. Vermutlich wurde die sor u in der heutigen Form um 1900 in Thailand eingeführt.

## Herkunft und Verbreitung
Die einfachsten Lauteninstrumente sind Spießlauten, bei denen ein langer Saitenträger durch einen kleinen Resonanzkörper durchgesteckt wird und am unteren Ende ein Stück herausragt. In Indien heißen diese ein- oder zweisaitigen Spießlauten, die meist gezupft werden, ektara („eine Saite“). Sie werden unterschieden in Schalenspießlauten mit einem schalenförmigen, am Boden gerundeten Korpus und in Röhrenspießlauten, bei denen der Saitenträger quer in einer Röhre steckt. Zu den gestrichenen Schalenspießlauten in Indien, deren Korpus wie bei der sor u aus einer Kokosnussschale besteht, gehören die ravanahattha im Nordwesten und die einsaitige pena im Nordosten des Landes. In Indien erwähnt der Musikgelehrte Sharngadeva im 13. Jahrhundert in seinem Werk Sangitaratnakara die pinaki vina und die nihsanka vina als zwei Streichinstrumente, die Stabzithern oder einfache Streichlauten gewesen sein könnten.
Unter Varianten des Namens rabāb sind Schalenspießlauten im islamischen Kulturraum zwischen Nordafrika und Indonesien weit verbreitet. Während der runde Korpus der einsaitigen marokkanischen ribāb noch zu den Kastenspießlauten gezählt wird, kommen in Ägypten in der Volksmusik zweisaitige Fiedeln mit Kokosnussresonatoren vor: die rebāb oder rebāb el-šāʿer mit mehreren Schalllöchern an der Unterseite und die rebāb turqī, bei der an der Unterseite wie an der Decke ein Segment abgeschnitten wurde. Im javanischen Gamelan ist die zweisaitige Spießgeige rebab mit einer Kokosnussschale und langen, seitlich gegenständigen Wirbeln das führende Melodieinstrument. In Myanmar wird eine Bogenharfe ähnlich der heutigen saung gauk ungefähr ab dem 9. Jahrhundert historisch greifbar. Sie kam vermutlich mit dem sich ostwärts ausbreitenden Buddhismus aus Südindien. Ab dem 12. Jahrhundert dürfte eine Stachelfiedel, vermutlich vom Typ der sor u und der javanischen rebab nach Myanmar gelangt sein, wo sie tayàw genannt wurde. An die Stelle mutmaßlich vorhandener Stachelfiedeln und dreisatiger Streichlauten im 19. Jahrhundert ist in Myanmar die ebenfalls tayàw genannte Violine getreten. Auch die anderen Stachelfiedeln in Südostasien gab es wahrscheinlich nicht vor dieser Zeit. Die burmesische Fiedel mit dieser einfachen Form ist längst verschwunden, auch eine andere, tayàw genannte Fiedel mit drei Saiten und einem rundbauchigen geschwungenen Korpus ist seit dem 19. Jahrhundert nur noch in Museen vorhanden.
Die direkten Vorfahren der thailändischen Spießgeigen sor stammen aus China. Dort sind sie seit der Ming-Dynastie (1368–1644) unter der Sammelbezeichnung huqin bekannt, wobei hu abwertend „Barbaren aus dem Norden“ bedeutet und darauf hinweist, dass die chinesischen Spießgeigen mongolischen Ursprungs sind. Bei den mongolischen Steppennomaden, die sich im 12. Jahrhundert nach Zentralasien ausbreiteten, liegt der mutmaßliche Ursprung sämtlicher, mit einem Pferdehaarbogen gestrichenen Lauteninstrumente. Qin ist ein altes chinesisches Wort für Saiteninstrumente. Das sor im Namen der sor u ist die allgemeine Bezeichnung für thailändische Fiedeln, u steht entweder lautmalerisch für den gegenüber den beiden anderen thailändischen Spießgeigen sor duang und sor sam sai tieferen Klang oder ist – eher wahrscheinlich – vom chinesischen hu abgeleitet.
Die chinesischen Spießgeigen besitzen bei unterschiedlichen Korpusformen zwei oder vier Saiten, die stets in einer Quinte gestimmt sind (viersaitige Instrumente sind doppelchörig). Qin steht allgemein für Saiteninstrument. Am bekanntesten ist die chinesische achteckige Röhrenspießgeige erhu mit zwei Saiten. Mit der sor u am nächsten verwandt ist die chinesische zweisaitige Fiedel yehu mit einem Resonanzkörper aus einer an der Unterseite geschlossenen Kokoshalbschale und zwei nach hinten ragenden langen Holzwirbeln. Ye ist das chinesische Wort für „Kokosnuss“. In Kambodscha ist der entsprechende Oberbegriff für Spießgeigen tro; der sor u entspricht in der kambodschanischen Musik die zweisaitige tro u (tro ou).
Die Musik der Thai wurde stark durch viele Jahrhunderte währende Einflüsse der indischen und der chinesischen Musik geprägt. Die Thai wanderten wahrscheinlich aus Südchina in ihr heutiges Siedlungsgebiet ein, wo sie im 13. Jahrhundert das erste Königreich Sukhothai gründeten. Die verschiedenen Arten der chinesischen Streichlauten verbreiteten sich erst im Laufe der Qing-Dynastie (1644–1911) in ganz China. Ob diese bereits in der Sukhothai-Periode nach Thailand gelangten, lässt sich nicht nachweisen. Die älteste schriftliche Quelle zu einer thailändischen Fiedel stammt aus dem 17. Jahrhundert. Der französische jesuitische Missionar Nicolas Gervaise (1663–1729) berichtet in seiner 1688 in Paris erschienenen Histoire naturelle et politique du Royaume de Siam über ein Streichinstrument mit drei Messingsaiten, das damals unter dem Khmer-Wort tro bekannt war und der heutigen dreisaitigen sor sam sai entsprach. Die sor u und die zweisaitige Röhrenspießlaute sor duang erwähnt erstmals Frederick Verney (1846–1913), ein englischer Geistlicher und Diplomat der siamesischen Gesandtschaft in London, der 1885 eine Broschüre über thailändische Musikinstrumente veröffentlichte. Der Musikwissenschaftler Alfred James Hipkins (1826–1903) zeigt in seinem Buch Musical Instruments, Historic, Rare, and Unique (London 1888) eine Abbildung einer sor u, die er im Bilduntertitel zur saw Chine, „chinesischen Fiedel“, erklärt. Daraus lässt sich schließen, dass die sor u und die sor duang erst im 19. Jahrhundert in die thailändischen Ensembles integriert und von chinesischen Musikern gespielt wurden.
Chinesische Fiedler waren sicherlich bereits vorher in Siam bekannt, weil sie Theaterstücke und Puppenspiele musikalisch begleiteten. Im 19. Jahrhundert ließen sich zahlreiche Chinesen in Siam nieder, die zumeist aus der Region Chaozhou in der südchinesischen Provinz Guangdong stammten und die Tradition des chinesischen Kammerensembles sizhu („Seide und Bambus“) pflegten. Diese Volksmusik-Ensembles, die sich im 19. Jahrhundert in Südchina herausgebildet haben und nach ihrem Verbreitungsgebiet Jiangnan sizhu genannt werden, bestehen aus Saiteninstrumenten und Bambusflöten. Ensembles in der Region Chaozhou verwenden eine besondere Fiedel namens tou xian, die einen außen zylindrischen und im Innern konisch ausgehöhlten Korpus besitzt. Sie produziert einen deutlich schärferen Klang als die erhu und könnte als Vorbild für die sor duang gedient haben. Nicht ganz geklärt ist, weshalb die Abbildung der sor u bei Verney eine Fiedel mit einem ebensolchen zylindrischen Korpus zeigt. Entweder wurden Ende des 19. Jahrhunderts sowohl die Fiedeln mit rundem als auch mit zylindrischem Korpus als sor u bezeichnet oder die Fiedeln mit einem runden Korpus aus Kokosnussschalen wurden in Thailand erst später, vielleicht um 1900 eingeführt. In der Volksmusik Nordostthailands (Isan) kommen zwei Spießlauten mit einem Bambusrohr als Saitenträger vor. Die sor bung mai pai („Bambusfiedel“) ähnelt der sor u und besitzt einen Kokosnuss-Korpus. Häufiger wird dort jedoch die sor bip gespielt, deren Korpus aus einer Blechdose besteht.

## Bauform
Die sor u besteht aus einem langen dünnen Holzstab, der durch eine große Kokosnussschale von ovaler Form gesteckt wird. Ein Segment (etwa ein Drittel) der Nussschale wird abgetrennt, sodass sich eine Öffnung von 13 bis 15 Zentimetern ergibt, die mit Ziegen- oder Kalbshaut als Decke bespannt wird. Dies ist ein Unterschied zum chinesischen Vorbild yehu mit einer hölzernen Decke. Der zweite Unterschied sind die bei der sor u an der Unterseite vorhandenen kleinen Öffnungen, die als Schalllöcher dienen und am Boden der yehu fehlen. Der Saitenträger ist etwa 80 Zentimeter lang. An seinem oberen Ende befinden sich zwei nach hinten ragende Holzwirbel, die quer durch den Holzstab gebohrt sind. Die beiden Darmsaiten verlaufen von ihrer Verknotung am unten etwas aus dem Korpus herausragenden Ende des Saitenträgers über einen Steg, der auf der Felldecke aufliegt, mit mehreren Zentimetern Abstand vom Saitenträgern bis zu den Holzwirbeln. Der Steg besteht aus einer fest zusammengewickelten Stoffrolle. Eine Schnurschlaufe unterhalb der Wirbel zieht die Saiten etwas gegen den Saitenträger und ersetzt den bei europäischen Saiteninstrumenten üblichen Sattel. Der Boden des Korpus kann mit einem Motiv verziert sein, das üblicherweise Hanuman, den mythischen Affenkönig aus dem aus Indien stammenden Epos Ramakian darstellt. Der leicht gekrümmte und mit Pferdehaar bespannte Streichbogen wird zwischen beiden Saiten hindurchgeführt und ist deshalb mit dem Instrument verbunden. Diese Spielweise entspricht den chinesischen Röhrenspießgeigen wie der erhu und unterscheidet die sor u von der im Wesentlichen baugleichen salo, die in der nordthailändischen Volksmusik mit einem separaten Bogen gestrichen wird. Die Saiten sind im Quintabstand auf C und G gestimmt, entsprechend der Khmer-Fiedel tro ou und tiefer als die sor duang (G–d).

## Spielweise

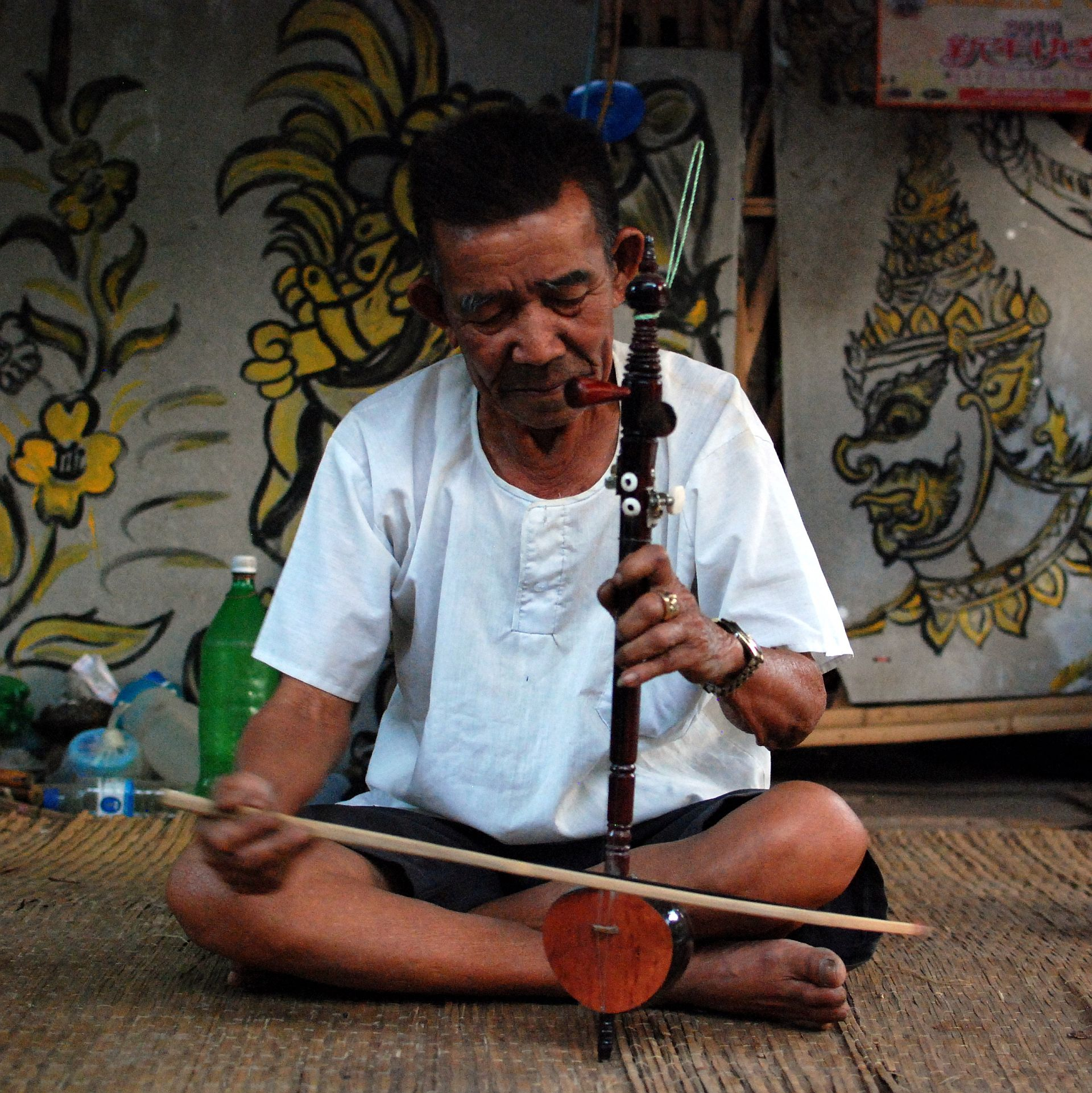
Ein sor u-Spieler in der Nähe von Chiang Mai

Der auf einem Stuhl sitzende Musiker hält die sor u beim Spiel senkrecht auf den linken Oberschenkel gestützt und streicht die Saiten mit dem Bogen in der rechten Hand. Mit einem Finger der linken Hand verkürzt er die Saiten, indem er sie etwas nach innen zieht, jedoch nicht gegen den Hals drückt. Ein Griffbrett wird nicht benötigt.
Mahori ist ein Ensemble der höfischen thailändischen Musik, das im Unterschied zu dem traditionell nur von Männern gespielten Hofmusikensemble Pi Phat keine lauten Doppelrohrblattinstrumente (pi nai), sondern leiser klingende Instrumente beinhaltet und früher am Hof die Domäne der Frauen war. Zu einem typischen Mahori-Ensemble gehören Idiophone (Xylophon ranat ek und Zimbel ching), Saiteninstrumente und die Bambuslängsflöte khlui. Das führende Melodieinstrument im Mahori ist die dreisaitige Fiedel sor sam sai, die auch zur Gesangsbegleitung dient. Neben der Unterhaltung ist die Hauptaufgabe des Mahori die musikalische Untermalung des Tanzdramas lakhon. Das Mahori kommt in unterschiedlichen Besetzungen vor. Zum mahori wong lek gehören neun Musikinstrumente, darunter ein kleines ranat ek, eine sor u sowie die beiden anderen Fiedeln, eine chakhe („Krokodilzither“), die einfellige Bechertrommel thon und ein Paar Zimbeln. Im mahori khrüang khu werden alle neun Musikinstrumente paarweise gespielt, unter ihnen sind zwei Flöten khlui und zwei sor u. Bei weiteren Mahori-Ensembles, die nur aus sechs oder sieben Instrumenten bestehen, ist ebenfalls eine sor u dabei. Die Ensembles gehören zu Theaterstücken, in denen Musik, Tanz und eine Spielhandlung verbunden sind. Neben dem lakhon sind weitere darstellende Genres das Maskendrama khon und das Puppentheater nang yai mit großen Schattenspielfiguren.
Innerhalb des bedeutenderen Pi Phat-Genres gibt es ebenfalls mehrere Besetzungen. Ein gedämpfter klingendes Ensemble heißt piphat mai nuam („Pi Phat mit weichen Schlägeln“). Es entspricht dem aus 13 Instrumenten bestehenden, lauteren piphat khrüang yai, wobei die beiden Doppelrohrblattinstrumente pi nai durch die Bambusflöte khlui ersetzt werden und eine sor u hinzukommt. Ein anderes Melodieinstrument ist das Xylophon ranat ek, für den Rhythmus sorgen die große Fasstrommel klong that, die kleiner Fasstrommel taphon und die Zimbel ching.
Das dritte Ensemble ist das Khruang Sai („Saiteninstrumente“). Es besteht aus sor duang, sor u, der Zither chakhe und der Flöte khlui, andere Instrumente wie die Bechertrommel thon, die einfellige, sehr flache Trommel rammana, die Zimbel ching und der Gong mong können ergänzend hinzutreten.
Thailändische Melodien bestehen anteilig aus festgelegten und aus mehr oder weniger improvisierten Elementen. Die spezifische Melodieform (thang) etwa des Xylophons (thang ranat ek) unterscheidet sich von derjenigen des Sängers und der Fiedel (thang sor u). Im Zusammenklang ergibt sich eine vielschichtige Heterophonie. Unter den drei Streichinstrumenten führt die sor sam sai komplexe und reich ornamentierte Melodiebewegungen aus, während die sor duang eine schlichte Melodie mit einem Rhythmus beisteuert; etwas vielseitiger klingt die sor u, deren Tonumfang höher ist.
Die klassischen thailändischen Ensembles spielen alte höfische Kompositionen, Melodien aus der Volksmusik und neuere komponierte Stücke. Kleine Gruppen treten bei Zeremonien in einem buddhistischen Schrein auf.